# Livre de raison
 (février 2022).
Un livre de raison (du latin liber rationis ou liber rationum, c’est-à-dire « livre de comptes ») est un registre de comptabilité domestique comportant également des notations à caractère familial ou local. Tenu par le père de famille, il constituait un aide-mémoire pour l’auteur, mais il était principalement destiné à renseigner ses héritiers. Fréquemment, un même livre de raison se transmettait de génération en génération, chaque chef de famille le tenant à son tour.

## Contenu
En dehors de comptabilités plus ou moins bien tenues ou détaillées, le contenu d’un livre de raison peut être extrêmement varié. On peut y trouver mention de tout ce qui présente un intérêt quelconque aux yeux du rédacteur : gestion du patrimoine familial (achats, ventes, prêts ou emprunts, constructions, etc.) ; généalogies ; notation des événements familiaux (naissances, mariages, décès, qui donnent parfois lieu à des réflexions ou à l’expression de sentiments intimes) ; météorologie et catastrophes naturelles locales ; relation de voyages, proches ou lointains effectués par le rédacteur ; écho d’évènements politiques intéressant tout le royaume. Tout ce qui touche à la santé joue souvent un rôle important : détail des maladies ayant frappé les membres de la famille, recettes de médicaments, prières à des saints guérisseurs…

## Intérêt historique
Les plus anciens livres de raison remontent au XIVe siècle. Le plus ancien connu est celui de Jean Blaise, médecin du roi Robert et négociant, conservé aux Archives de Marseille (1313–1337). Ils deviennent relativement nombreux aux XVIe et XVIIe siècles. Ceux qui sont parvenus jusqu’à nous intéressent toutes les catégories sociales, à l’exception des couches populaires. La plupart des auteurs de livres de raison sont des gentilshommes, des marchands, des hommes de loi, parfois des prêtres, rarement des artisans. Les femmes n’ont tenu la plume que très exceptionnellement. 
Montaigne utilise l'Ephemeris historica de  Michael Beuther, imprimé à Paris en 1551, comme un livre de raison en y inscrivant différents évènements de sa vie ou de son entourage.
L’intérêt historique des livres de raison a été reconnu dès la seconde moitié du XIXe siècle, principalement en ce qui concerne l’histoire rurale. Plusieurs dizaines ont été publiés à partir de cette époque, souvent par des sociétés savantes locales. Un recensement (incomplet) de ceux conservés dans des établissements publics (archives départementales ou municipales, bibliothèques) a été entrepris en 1954, et a permis d’en repérer plus de 1 200. Beaucoup d’autres appartiennent toujours à des archives privées et de ce fait sont inconnus ou difficilement accessibles.

## Livres de raison
- Montarville Boucher de La Bruère[1], « Le livre de raison des seigneurs de Montarville », dans Les Cahiers des Dix, no 4 (1939), p. 243–270
- Jacques-Charles Dutillieu, Le livre de raison de Jacques-Charles Dutillieu, publié et annoté par F. Breghot Du Lut, Lyon, Impr. de Mougin-Rusand, 1886
- Philibert Goyard et Blaise Goyard, Le livre de raison des Goyard, bourgeois agriculteurs de Bert, 1611–1780, publié avec des remarques et des notes par Roger de Quirielle[2], Moulins, L. Grégoire, 1899
- Jean-Louis Guey[3], Mémoires, ou Livre de raison d'un bourgeois de Marseille (1674–1726), avec une préface et des notes par Jean-François Thénard, Montpellier, 1881
- Jeanne du Laurens, Une famille au XVIe siècle sur Gallica, introduction et notes de Charles de Ribbe, 3e  éd., Paris, J. Albanel, 1868
- Philippe Tamizey de Larroque, Livre de raison de la famille de Fontainemaire, 1740–1774, Agen, 1889
- Jean Tricard, « La mémoire des Benoist : livre de raison et mémoire familiale au XVe siècle », Actes des congrès de la Société des historiens médiévistes de l'enseignement supérieur public, Université de Provence,‎ 1982 (lire en ligne)
- Baron Fernand de Ryckman de Betz, Les livres de raison des Spoelberch (1935).
- Le magazin spirituel de René Adam (1755-1814), trappiste sous l' Ancien Régime, père de famille sous l'Empire par Serge Bonnet, membre associé et Charles Santini, Mémoires de la Société d'Agriculture, Commerce, Science et Arts, 1960[4]

### Listes de livres de raison ou listes pouvant en comporter
- Fichier des livres de raison. Transcription des fiches conservées à la section des Archives privées. C.H.A.N. (Centre historique des Archives nationales) — Section des Archives privées, février 2000 — 128 pages dactylographiées
- « Base de données suisse d'écrits personnels » (consulté le 12 aout 2016)